# Little Chesterford
Little Chesterford är en by och en civil parish i Uttlesford i Essex i England. Orten har 205 invånare (2001).